# 大上尼罗大区
大上尼罗大区（Greater Upper Nile）是南蘇丹的一个大区，首府馬拉卡勒。